# بجكم التركي
بجكم التركي هو أبو الحسين بجكم المكاني (و بجكم تعني ذيل الفَرَس) أمير الأمراء زمن الخليفة العباسي الراضي بالله. قلّده الخليفة العباسي كأمير الأمراء عام 326 هجري. تركي الأصل كان يفهم العربية ولا يتكلم بها.

## حكمه
دارت عدة معارك بينه وبين محمد بن رائق وأبي عبد الله البريدي. اشتهر عنه أنه كان يدفن الأموال الكثيرة في الصحراء. أظهرَ العدلَ , وبنى دار الضّيافة للضّعفاء بواسط، وكان ذا أموالٍ عظيمة، وكان يُخْرجها في الصّناديق، ويخرج الرجال في صناديق أُخَر على الجمال إلى البرّ، ثمّ يفتح عليهم فيحضرون، ويدفن المّال، ثمّ يعيدهم إلى الصّناديق، فلا يدرون أين دُفِنوا، ويقول : إنما أفعل هذه، لأنيّ أخاف أنّ يُحال بيني وبين داري، فَضَاعت بموته الدفائن

## وفاته
توفي في سنة 329 هجرية.